# Jahman, Idlib
Jahman, Idlib (tiếng Ả Rập: الجهمان) là một ngôi làng Syria nằm ở Sinjar Nahiyah ở huyện Maarrat al-Nu'man, Idlib. Theo Cục Thống kê Trung ương Syria (CBS), Jahman, Idlib có dân số 944 người trong cuộc điều tra dân số năm 2004.